# 克里斯托弗·贝利
克里斯托弗·贝利（英語：Christopher Bailey，2000年5月29日—），美国男子田径运动员，2023年世界田径锦标赛男子4×400米接力金牌得主、2024年世界室内田径锦标赛男子4×400米接力银牌得主、2024年夏季奥林匹克运动会男子4×400米接力金牌得主。